# 仇士华
仇士华（1932年7月5日—），江苏如皋人，中国考古学家，中国社会科学院荣誉学部委员，中国社会科学院考古研究所研究员。

## 生平
幼时在赵园小学读小学，后考入励志中学进行初中学业，1947年转入南通县立中学完成初中学业，毕业后考入江苏省立南通中学完成高中学业，1951年毕业后考入浙江大学物理系，1952年调剂到复旦大学物理系毕业后分配到中国科学院原子能研究所受核物理专业学习班的培训，1956年进入核探测器组工作。1959年调中国科学院（现中国社会科学院）考古研究所负责建立碳十四测年实验室。1962 年，实验室已经可以全面试运行，但由于一些原因导致了成本高、效率低、误差大，1965年，仇士华与同事解决了这些问题后实验室正式运行。1978年，主持了继美国草酸、澳大利亚蔗糖、维也纳淀粉等国际标准之后的中国糖碳标准的制备。80年代发起并组织了中国碳十四学会。1996年任 “夏商周断代工程”首席专家，专家组组长。先后任考古研究所实习研究员，助理研究员，副研究员，研究员。 2006年被评为中国社会科学院荣誉学部委员。

## 出版物
编撰了数十篇(本)学术论文和著作：
编著（包括合著、译著）：《中国考古学中碳十四年代数据集（1965-1991）》、《中国碳十四年代学研究》、《第一次全国碳十四学术会议文集》、第四纪冰川与第四纪地质论文集》，第六集，碳十四专集、《碳十四测年及科技考古论集》、《加速器质谱法测定碳十四年代》等。
论文：《有机盖革计数管中淬灭气体之分解》、《碳十四年代的误差问题》、《骨质标本的碳十四年代测定方法》、《碳十四年代数据的统计分析》、《石灰岩地区碳十四样品年代的可靠性与甑皮岩和仙人洞遗址的年代问题》、《碳十四测定年代与考古研究》、《用碳十三值校正碳十四年代的条件及其应用于考古》、《夏商周断代工程中的碳十四断代方法》、《碳十四断代技术的新进展与“夏商周断代工程”》等。